# Sora
Sora je rijeka u središnjoj Sloveniji, pritok Save. 
Sora ima dva izvorišna kraka Poljansku Soru (Poljašćicu), koja izvire južno od naselja Žiri kod Gradišča, i Selišku Soru (Selščicu) koja se izvirući ispod Jelovice, spaja s Poljanskom Sorom kod Škofje Loke. Od tog spajanja pa do ušća u rijeku Savu teče južnim rubom Sorškog polja.
Zbog strmih nepropusnih padina u dolinama Ponjanske i Selške Sore, prilikom jakih kiša obje Sore brzu nabujaju i izlijevaju se iz korita. Sora odvodnjava uglavnom Škofjeloška hribovje i Polhigrajske dolomite.

## Vanjske poveznice
- Ribolov na Sori